# Pericompus laetulus
Pericompus laetulus är en skalbaggsart som beskrevs av Leconte 1851. Pericompus laetulus ingår i släktet Pericompus och familjen jordlöpare. Inga underarter finns listade i Catalogue of Life.